# Agadir
Agadir este un port maritim în sud-vestul Marocului, pe țărmul Atlanticului.
Se află la o altitudine de 74 m deasupra nivelului mării. Populația este de 538.000 locuitori, determinată în 1 iulie 2023, prin calculare[*].

## Istoric
A fost ocupat în sec. XVI de portughezi, iar mai târziu a devenit port marocan independent. După Criza Marocană din 1911, a fost ocupat de trupe franceze (1913). Dezvolatarea modernă a început în 1914, odată cu construirea portului, dar și cu dezvoltarea pescuitului. Distrus în 1960 de o serie de cutremure și un incendiu, orașul a fost reconstruit la Sud de amplasamentul inițial. Pe lângă funcțiile portuare, este o piață de desfacere pentru zona agricolă din jur.

## Populație
Număra 155 240 loc în 1994.